# 비손실 압축

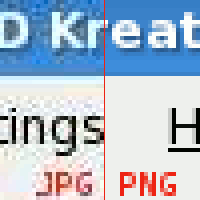
손실 압축 (왼쪽)과 비손실 압축 (오른쪽)

비손실 압축(非損失 壓縮) 또는 무손실 압축(無損失 壓縮)은 데이터 압축의 일종으로 손실 압축의 반대말이다. 원래의 정보를 그대로 보존해야 하기 때문에, 정보 엔트로피의 한계가 그대로 반영된다. 여기에서 정보 엔트로피의 한계란 개별 정보의 확률값에 의하여 계산되는 값이 아닌, 전체 신호의 상관관계를 반영한 한계값이다. 이러한 성질을 이용한 대표적인 압축 방법으로 반복 길이 부호화가 있다.
일반적으로 파일 데이터 압축에 사용하는 gzip을 비롯한 알고리즘들이 이에 해당한다. 오디오나 이미지 압축에서 사용하는 무손실 압축 기술들은 각각의 신호 특성에 맞추어서 최적화가 된 것으로, 범용성을 가지는 데이터 압축 기술에 비하여 조금 더 압축률을 끌어 올릴 수 있다.

## 같이 보기
- 압축 소프트웨어의 비교
- 데이터 압축
- 정보 엔트로피
- 정보 이론
- 콜모고로프 복잡도
- 손실 압축
- 정규수 (수론)
- 범용 부호